# Seleno Clarke
Seleno Clarke (* 30. September 1930 in Poolesville, Maryland; † 28. Dezember 2017 in New York City) war ein US-amerikanischer Musiker (Hammond-Orgel), der sich stilistisch zwischen Funk-, Gospel-, Soul- und Jazzmusik bewegte und den das New York Magazine als „sträflich unterschätzten Organisten“ bezeichnete.
Seleno Clarke begann seine Karriere in den 1960er-Jahren zunächst als Saxophonist im Count Basie Orchestra, bevor er zur Hammond-Orgel wechselte und mit eigenen Formationen arbeitete. In seinen Bands spielten auch als Gastmusiker Grant Green und George Benson.  Er legte in den 1960er-Jahren eine Reihe von Singles wie Soulful Drop/Memphis Boogaloo und Exploitation of Soul/Stimulation vor. In den späten 1970er-Jahren leitete er die Formation Seleno Clarke and the Jazz Suspensions; ab den 1990er-Jahren trat er mit seinem Quintett Clarke's Harlem Groove Band in New Yorker Clubs auf wie dem American Legion Post 398, Showman's Cafe, der Zinc Bar, Lenox Lounge, Smoke und anderen Jazzclubs in Harlem. In seiner Band spielte u. a. der über 90-jährige R&B-Veteran Maxwell Lucas. George Benson produzierte Clarkes Debütalbum All in One Diversity (1999). 2003 legte Clarke noch ein Livealbum vor (Diversity #2), ein Mitschnitt aus dem Jazzclub Smoke in Manhattan, mit Jim Rotondi und Eric Alexander.
2019 drehte der Regisseur David N. Drake einen 13-minütigen Dokumentarfilm über den Veranstaltungsraum Post 398.